# آلکادار
آلکادار (به لاتین: Alkadar) یک منطقهٔ مسکونی در روسیه است که در داغستان واقع شده‌است.